# Георги Гализов
Геòрги Никòлов Галѝзов е учител, краевед, читалищен деец.

## Биография
Георги Гализов е роден на 23 април 1909 г. в село Ловнидол, Габровско. Той е първороден син на свещеника Никола Гализов, който го записва на 13-годишна възраст в средно духовно училище към Софийската духовна семинария. В това училище той завършва средното си образование през 1929 г. Полувисше образование завършва в учителския институт в Шумен през 1931 г. От 1931 г. е редовен прогимназиален учител в село Върбица, Шуменско. От следващата 1932 г. постъпва учител в родното си село Ловнидол.
Георги Гализов развива широка обществена дейност. Повече от 10 години оглавява местното читалище “Зора“ и привлича към него будната младеж. Почти толкова е и председател на Всестранната кооперация, към която създава младежка кооперативна група, за легална форма на работата на РМС.
В годините 1939 – 1944 Георги Гализов претърпява лични политически люшкания от крайно и умерено леви убеждения след Испанската гражданска война през 1936 г. и под влияние на професор Асен Златаров и книгата му „В страната на Съветите“, попаднала у него през 1937 г. до Соболевата акция през 1940 г., в която акция той събира подписите в с. Ловнидол. Следва интерниране за кратко в град Трън. След завръщането си той е вече с десни убеждения. Създава в Ловнидол група „Приятели на Германия“. През 1944 г., на митинга за 9 септември произнася слово отново в подкрепа на СССР. Това политическо люшкане и произходът му го преследват през целия му живот.
От есента на 1941 г. след връщането си от Трън е назначен за директор на основното училище в Ловнидол „Св. св. Кирил и Методий“. Като учител и директор Георги Гализов остава до пенсионирането си през 1965 г. в село Ловнидол.
Починал е на 14 април 1998 г. в град Севлиево.

## Просветна дейност
Георги Гализов е посветил живота си на просветното дело като истински будител, почти без личен живот извън училището.
А след 1944 г. той влага всичките си сили, воля, амбиции и умения за социалистическото преустройство на образователната система, за тясно обвързване на учението с живота. Полага много старание за ликвидиране на неграмотността сред населението.
Чрез различни просветни форми Георги Гализов издига ролята на учителя и създава образцово училище. С указ № 206 от 21.05.1957 г. основното училище в село Ловнидол е наградено с орден „Кирил и Методий“ II степен за дългогодишна просветна дейност и добра учебно възпитателна работа.
През 1960 и 1965 г. като директор на основно училище „Кирил и Методий“ Георги Гализов получава грамоти за много добра работа през Третия и Четвъртия републикански прегледи за създаване условия за по-бързо изпълнение на Закона за по-тясна връзка на училището с живота, за значително подобряване на учебно възпитателната работа и медико-санитарното състояние на учебните заведения. По този повод всички ученици с възхищение разказват каква е била организацията в училището. В коридора всеки ученик е имал шкафче за връхните дрехи, в него е събувал и обувките си и е влизал в класната стая по чехли, за да не внася там нечистотии и кал от селските улици, по които всеки ден минават стадата крави, биволици, овце и кози.
Прекрасно подредени и оборудвани са класните стаи, както и кабинетите по физика, химия, история, география, библиотеката с повече от 1000 книги, физкултурният салон, салонът за провеждане на тържества и театрални представления. Внедрени са принципите на ученическо самоуправление и контрол. На територията на училището е оборудвана метеорологична площадка, където учениците по график сами измерват температура, влажност, скорост на вятъра. Към училището са изградени работилници – стругарска и дърводелска. Територията на училището е терасирана, направени са баскетболно и футболно игрища, басейн, направена е релефна карта на България, по която се провеждат практически занимания по география на страната. В двора на училището е засадена овощна градина.
На обмяна на опит в Ловнидол идват учители от цяла България, а Георги Гализов е канен в много училища да изнася беседи на тема „Ученическо самоуправление“. Положителният му педагогически опит е изучаван и разпространяван в училищата в страната. За тези и други достижения Георги Гализов през 1965 г. получава званието “Заслужил учител“. За активната си работа като председател на читалището получава: Грамота и бронзова значка от Върховния читалищен съюз за проявена народополезна читалищна дейност (24 май 1950 г.) и грамота и златна значка от Върховния читалищен съвет – отличие за читалищна дейност (1965 г.).

## Краеведска дейност
Значително място в дейността на Георги Гализов заемат и краеведските му занимания по проучване на историческото развитие на родното му село, които той извършва през целия си живот. Той написва на пишеща машина 10 тома по историята на селото и родовете в него:
– Кредитна кооперация „Съгласие“ с. Ловнидол, Габровски окръг;
– Из културния живот на с. Ловнидол, Габровски окръг (Сборник от доклади);
– Гализовият род от с. Ловнидол, Габровски окръг (Демографско изследване);
– Русиновският род от с. Ловнидол, Габровски окръг (Демографско изследване);
– Страници от историята на селото, с. Ловнидол от най-далечното минало до Освобождението от турско робство;
– Страници от историята на селото, с. Ловнидол през време на капитализма;
– Етнографска характеристика на село Ловнидол, Ловешка област;
– История на с. Ловнидол (втора допълнена разработка).
През 1986 г. Георги Гализов завършва втората (допълнена) история на с. Ловнидол, напечатана на пишеща машина и съдържаща 403 страници. През 1987 г. се събира комисия от специалисти, които разглеждат историята и я одобряват за печат. Настъпващите демократични промени в обществото, както и икономическите проблеми на България, обаче, изтласкват на заден план отпечатването на историята.